# Quebrada Paipote
La quebrada Paipote es un curso natural de agua intermitente que nace en el lado occidental de la divisoria de aguas con el salar de Maricunga y se dirige hacia el poniente hasta desembocar en el curso medio del río Copiapó, en la estación Paipote.

## Trayecto
La quebrada se extiende desde su desembocadura en el río Copiapó en las cercanías de la ciudad de Copiapó hasta la divisoria de aguas con el salar de Maricunga que incluye la laguna Santa Rosa. Cerca de Pasto Grande se encuentra la aguada del Obispo, "donde los conglomerados de pórfidos, están atravesados por un dike de diorita porfídica.": 598 

## Caudal y régimen
El área que cubre la cuenca de la quebrada es de aproximadamente 6.700 km², es decir, la mayor en la cuenca del río Copiapó. Debido a su clima árido, sin precipitaciones durante la mayor parte del año, la cuenca no aporta escorrentía superficial al río principal. Sin embargo, el modelo matemático elaborado por la Dirección General de Aguas considera un aporte subterráneo de 250 l/s.
En algunos sectores hay afloramientos de agua y se ha constatado la existencia de acuíferos.

## Historia
Luis Risopatrón lo describe en su Diccionario Jeográfico de Chile (1924):: 616 
Paipote (Quebrada de). Nace en el cordón de cerros que cierra por el W la hondonada de Maricungá, presenta en sus oríjenes, hasta la quebrada del ojo de Maricungá, varias vetas de plata i de cobre i a 15 a 20% de pendiente, no tiene corriente contínua de agua, pero unas pequeñas vertientes dan lugar a la formación de cortas vegas, separadas por largos trechos estériles. Se estrecha i da muchas vueltas entre el Escorial i La Puerta, pierde todo vestijio de agua a unos 2 kilómetros al W de la estación de Puquíos i concluye por rematar en la márjen E de la parte media del valle de Copiapó; lleva tal cantidad de agua en las grandes lluvias ocasionales, que causa serias inundaciones en los terrenos planos de su desembocadura. Se cree que por ella entró Diego de Almagro a Chile en 1536.

## Población, economía y ecología
Existen planes para desviar aguas del río Lamas de la cuenca del salar de Maricunga hacia la quebrada de Paipote.: 254 